# Église Saint-Ouen de Saint-Ouen-Domprot
Pour les articles homonymes, voir Église Saint-Ouen.
L'église Saint-Ouen est une église catholique située à Saint-Ouen-Domprot, en France. On trouve aussi le nom d'église Saint-Barthélemy,.

## Localisation
L'église est située dans le département français de la Marne, sur la commune de Saint-Ouen-Domprot.

## Historique
L'édifice est classé au titre des monuments historiques en 1932.